# پتریک لچمن
پتریک لچمن (انگلیسی: Patrick Lachman؛ زادهٔ ۱۹۷۰ (۵۴–۵۵ سال)) موسیقی‌دان اهل ایالات متحده آمریکا است. وی از سال ۱۹۸۷ میلادی تاکنون مشغول فعالیت بوده است.